# Oxohaluro de carbono
Los oxohaluros de carbono son un grupo de compuestos químicos que sólo contienen carbono, oxígeno y átomos de un halógeno: flúor, cloro, bromo o yodo. Entre ellos se encuentran los haluros de carbonilo, COX2, y los haluros de oxalilo, C2X2O2, donde X = F, Cl, Br o I. Los átomos de los halógenos X no tienen por qué ser idénticos; son diferentes en los oxohaluros mixtos. La mayoría de las combinaciones de halógenos existen, pero el yoduro de carbonilo, COI2, es una sustancia desconocida. La longitud del enlace carbono-oxígeno en los haluros de carbonilo (1,13-1,17 Å) es menor que en otros compuestos carbonílicos como aldehídos y cetonas, ácidos carboxílicos, ésteres y amidas (1,20-1,21 Å). Estos compuestos son reactivos en las reacciones de halogenación, acilación y deshidratación.
| Name                             | Fórmula | Punto de fusión / °C | Punto de ebullición / °C | Longitud del enlace C-O / Å |
| -------------------------------- | ------- | -------------------- | ------------------------ | --------------------------- |
| Fluoruro de carbonilo            | COF2    | −114                 | −83,1                    | 1,174                       |
| Fluoruro de cloruro de carbonilo | COFCl   |                      | −42                      |                             |
| Fluoruro de bromuro de carbonilo | COFBr   |                      | −20,6                    |                             |
| Fosgeno                          | COCl2   | −127,8               | +7,6                     | 1,166                       |
| Fluoruro de yoduro de carbonilo  | COFI    | −90                  | +23,4                    |                             |
| Cloruro de bromuro de carbonilo  | COClBr  |                      |                          |                             |
| Bromuro de carbonilo             | COBr2   |                      | +64,5                    | 1,13                        |
| Fluoruro de oxalilo              | C2F2O2  | −3                   | +26,6                    |                             |
| Cloruro de oxalilo               | C2Cl2O2 | −16                  | +63                      |                             |
| Difosgeno                        | C2Cl4O2 | −57                  | +128                     |                             |
| Trifosgeno                       | C3Cl6O3 | +80                  | +206                     |                             |